# 国境なき子どもたち
特定非営利活動法人国境なき子どもたち（こっきょうなきこどもたち、KnK）は、1997年に日本で設立された国際協力NGO。「共に成長するために」という理念のもと、2018年11月までに15か国（地域）において8万人以上の子どもたちに教育機会を提供し、自立を支援している。

## 沿革
- 1997年 - 任意団体として設立。
- 2000年 - 特定非営利活動法人として認証を受け、カンボジア、ベトナムにて、ストリートチルドレンや人身売買被害に遭った子どもなど、恵まれない青少年に対して教育支援活動を開始した。
- 2004年 - スマトラ沖大地震・インド洋大津波を契機に、大規模自然災害の被災児や、騒乱などの影響により不安定な状況におかれた青少年への教育支援活動を開始した。
- 2010年 - 国税庁長官より認定NPO法人として認定を受ける。
- 2010年 - 第7回 パートナーシップ大賞 / パートナーシップ賞を受賞[1]。
- 2011年 - 東日本大震災以降、岩手県・福島県・茨城県で教育分野を中心に支援活動を開始した。
- 2013年 - 日本を含む世界の約10の国と地域で活動している。
- 2014年 - 東京都知事より、認定NPO法人としての認定通知を受ける。
- 2016年 - 第9回 かめのり賞を受賞[2]。
- 2017年 - 設立20周年を迎えた。

## 主な支援対象国
- カンボジア
- フィリピン[3]
- パキスタン
- ヨルダン
- バングラデシュ
- パレスチナ自治区
- ミャンマー
- シリア
- 日本

## 日本の青少年、市民への教育啓発
友情のレポーター
日本在住の11歳から16歳の青少年に対して一般公募を行い、国内外のKnK活動地へレポーターとして派遣している。取材後の報告会やビデオレポートを通じて、支援を必要とする青少年の現状を日本の人々に伝えることで、活動地の青少年と日本の青少年、市民との間の相互理解を促進している。
友情の5円玉キャンペーン、写真展、公開講座シリーズ・アジア
KnK活動地について日本の人々の理解を深めてもらうことを目的にして国内および海外各地で実施している。

## 日本国外での活動
カンボジア
2000年に自立支援施設「若者の家」を設立し、青少年を対象に、衣食住の提供、就学支援、職業訓練を始めた。
国境なき子どもたちと、ヘンケルジャパン株式会社は共同で、ホームレスや交通事故にあった子どもたちに美容師になるための訓練所を2008年来設置している。
フィリピン
2001年にマニラ首都圏のスラム地域で貧困家庭出身の子どもたちを対象に、心のケアを含む教育支援・生活支援を始めた。
KnK Philippinesとして、ストリートチルドレンなど劣悪な環境にある児童への支援活動を行っている。
パキスタン
2010年にパキスタン地震 (2005年)で甚大な被害を受けたマンセラ郡の学校再建プロジェクトに参加して、教育環境改善のための取り組みを始めた。
ヨルダン
在ヨルダン日本国大使館は、国境なき子どもたちが実施する「アンマンにおける青少年の健全育成及び教育支援事業」に対して2010年に資金援助を行った。
バングラデシュ
2007年にサイクロン・シドルの被災児童に対して心理ケア事業を始めた。
2011年に首都ダッカでストリートチルドレンのための「ほほえみドロップインセンター」を開設した。
パレスチナ
2011年にエルサレム近郊のアルザリア村でユースセンター「希望の家」を設立し、青少年を対象に、職業訓練、非公式教育を始めた。
2017年より ジェリコ市の公立学校と地域の子ども支援センターにおいて、演劇や音楽、美術の課外教育活動を始めた。
ミャンマー
2008年にサイクロン・ナルギスで被災した青少年への教育・生活支援を始めた。
シリア
シリア内戦の難民を収容するため設けられた隣国ヨルダンのザアタリ難民キャンプの中に青少年向けの中学校が開設され、2012年にその中学校のための教育支援活動を始めた。

## 活動を紹介した書籍
- 「織物を未来の色に染めて カンボジアの二人の少女」秋山浩子文　汐文社
- 「ぼくは12歳、路上で暮らしはじめたわけ」国境なき子どもたち編著 合同出版
- 「アンコール・ワットの神さまへ 国境なき子どもたちの記録」石原尚子著 岩崎書店
- 「私はドミニク: 「国境なき医師団」そして「国境なき子どもたち」とともに─人道援助の現場でたどってきた道のり」ドミニク レギュイエ著 合同出版
- 「わたしは13歳、シリア難民。――故郷が戦場になった子どもたち」国境なき子どもたち編著 合同出版